# Cuộc đua xe đạp tranh Cúp truyền hình Thành phố Hồ Chí Minh 2025
Cuộc đua xe đạp toàn quốc tranh Cúp truyền hình Thành phố Hồ Chí Minh 2025 là cuộc đua lần thứ 37 của Cuộc đua xe đạp toàn quốc tranh Cúp truyền hình Thành phố Hồ Chí Minh do Ban Thể dục – Thể thao, Đài Truyền hình Thành phố Hồ Chí Minh và Tổng cục Thể dục – Thể thao Việt Nam phối hợp tổ chức, diễn ra từ ngày 3 tháng 4 đến ngày 30 tháng 4 năm 2025. Cuộc đua gồm 25 chặng với tổng lộ trình 3059,5 km, bắt đầu bằng chặng đua quanh Quảng trường Nguyễn Tất Thành tại thành phố Tuyên Quang, tỉnh Tuyên Quang và kết thúc tại Hội trường Thống Nhất, Thành phố Hồ Chí Minh. Tổng cộng có 15 đội đua trên toàn quốc tham dự cuộc đua lần này.
Do trùng thời điểm Quốc tang nguyên Chủ tịch nước Lào Khamtay Siphandone, lịch thi đấu của giải đã không thể diễn ra vào hai ngày 4 và 5 tháng 4 năm 2025. Theo đó, chặng 2 từ Tân Trào (Tuyên Quang) đi Hà Nội bị hủy và cuộc đua tiếp tục với chặng 3 vòng quanh hồ Hoàn Kiếm (Hà Nội) vào ngày 6 tháng 4.
Mikhail Fokin giành áo vàng tại cuộc đua lần này trong lần đầu anh tham dự giải. Nick Kergozou (620 Nông Nghiệp-Vĩnh Long) giành áo xanh, đồng thời lập kỷ lục về số lần thắng chặng tại một cuộc đua (11 chặng). Savva Novikov (Nhựa Bình Minh Bình Dương) giành áo chấm đỏ, trong khi áo cam thuộc về Nguyễn Hoàng Sang (Le Fruit Maxxis Đồng Nai) và Phạm Lê Xuân Lộc (Quân khu 7) lần thứ tư liên tiếp giành áo trắng. Đội của Fokin, Tập đoàn Lộc Trời An Giang, giành hạng nhất đồng đội.

## Công bố
| Giải thưởng           | Tiền thưởng      |
| Từng chặng            | Từng chặng       |
| --------------------- | ---------------- |
| Về nhất               | 20.000.000 đồng  |
| Đồng đội              | 3.000.000 đồng   |
| Chung cuộc            |                  |
| Áo vàng               | 200.000.000 đồng |
| Áo chấm đỏ            | 50.000.000 đồng  |
| Áo xanh               | 50.000.000 đồng  |
| Áo trắng              | 30.000.000 đồng  |
| Đồng đội chung cuộc   | 100.000.000 đồng |
| Đội phong cách        | 20.000.000 đồng  |
| VĐV ấn tượng (áo cam) | 100.000.000 đồng |

Thông tin về Cuộc đua xe đạp toàn quốc tranh Cúp Truyền hình Thành phố Hồ Chí Minh 2025 được công bố vào ngày 22 tháng 3 năm 2025 tại lễ công bố chính thức của giải. Trước đó, Ban tổ chức đã công bố lộ trình ban đầu của cuộc đua với tổng cự ly 3059,5 km.
Đài Truyền hình Thành phố Hồ Chí Minh cho biết việc tổ chức này nhằm hướng tới kỷ niệm 50 năm ngày Giải phóng miền Nam – Thống nhất đất nước, đồng thời hướng tới kỷ niệm 139 năm ngày Quốc tế Lao động và 135 năm ngày sinh Chủ tịch Hồ Chí Minh.

## Danh sách tham dự

### Đội đua xe đạp
- Vinama Thành phố Hồ Chí Minh (VIN)
- Thành phố Hồ Chí Minh New Group (HCM)
- Tập đoàn Lộc Trời An Giang (TLT)
- Gạo Hạt Ngọc Trời An Giang (GNT)
- Dược Domesco Đồng Tháp (DDT)
- Dopagan Đồng Tháp (DPG)
- Le Fruit Maxxis Đồng Nai (DNA)
- Pelio Kenda Đồng Nai (KEN)
- Nhựa Bình Minh Bình Dương (NBM)
- Quân khu 7 (QK7)
- Quân Đội (QDO)
- 620 Châu Thới-Vĩnh Long (CVL)
- 620 Nông Nghiệp-Vĩnh Long (NVL)
- Hà Nội (HAN)
- Thanh Hóa (THH)

### Vận động viên
| Số đeo | Họ và tên (năm sinh)           | Đội (viết tắt)                        |
| ------ | ------------------------------ | ------------------------------------- |
| 1      | Nguyễn Tấn Hoài (1992)         | Tập đoàn Lộc Trời An Giang (TLT)      |
| 2      | Lê Ngọc Sơn (1991)             | Tập đoàn Lộc Trời An Giang (TLT)      |
| 3      | Trịnh Đức Tâm (1992)           | Tập đoàn Lộc Trời An Giang (TLT)      |
| 4      | Nguyễn Văn Dương (1997)        | Tập đoàn Lộc Trời An Giang (TLT)      |
| 5      | Tăng Quý Trọng (2002)          | Tập đoàn Lộc Trời An Giang (TLT)      |
| 6      | Phan Tuấn Vũ (1997)            | Tập đoàn Lộc Trời An Giang (TLT)      |
| 7      | Mikhail Fokin (1997)           | Tập đoàn Lộc Trời An Giang (TLT)      |
| 11     | Nguyễn Minh Thiện (1998)       | 620 Châu Thới-Vĩnh Long (CVL)         |
| 12     | Võ Thanh An (2000)             | 620 Châu Thới-Vĩnh Long (CVL)         |
| 13     | Đặng Văn Bảo Anh (2002)        | 620 Châu Thới-Vĩnh Long (CVL)         |
| 14     | Đặng Văn Pháp (2007)           | 620 Châu Thới-Vĩnh Long (CVL)         |
| 15     | Nguyễn Nhựt Phát (2001)        | 620 Châu Thới-Vĩnh Long (CVL)         |
| 16     | Trần Khánh Duy (2004)          | 620 Châu Thới-Vĩnh Long (CVL)         |
| 17     | Samuel Jenner (1997)           | 620 Châu Thới-Vĩnh Long (CVL)         |
| 21     | Phan Hoàng Thái (1998)         | Dược Domesco Đồng Tháp (DDT)          |
| 22     | Nguyễn Quốc Bảo (1999)         | Dược Domesco Đồng Tháp (DDT)          |
| 23     | Phạm Quốc Cường (1994)         | Dược Domesco Đồng Tháp (DDT)          |
| 24     | Trần Nguyễn Minh Trí (1994)    | Dược Domesco Đồng Tháp (DDT)          |
| 25     | Nguyễn Nhật Nam (1997)         | Dược Domesco Đồng Tháp (DDT)          |
| 26     | Lê Hải Đăng (2003)             | Dược Domesco Đồng Tháp (DDT)          |
| 27     | Loïc Desriac (1989)            | Dược Domesco Đồng Tháp (DDT)          |
| 31     | Nguyễn Hoàng Sang (1993)       | Le Fruit Maxxis Đồng Nai (DNA)        |
| 32     | Nguyễn Hướng (2000)            | Le Fruit Maxxis Đồng Nai (DNA)        |
| 33     | Phan Công Hiếu (2003)          | Le Fruit Maxxis Đồng Nai (DNA)        |
| 34     | Đặng Thành Được (2004)         | Le Fruit Maxxis Đồng Nai (DNA)        |
| 35     | Nguyễn Văn Hiếu (2004)         | Le Fruit Maxxis Đồng Nai (DNA)        |
| 36     | Trần Trọng Phúc (2006)         | Le Fruit Maxxis Đồng Nai (DNA)        |
| 37     | Ethan Batt (1998)              | Le Fruit Maxxis Đồng Nai (DNA)        |
| 41     | Trần Tuấn Kiệt (2000)          | Dopagan Đồng Tháp (DPG)               |
| 42     | Ngô Thanh Sang (2005)          | Dopagan Đồng Tháp (DPG)               |
| 43     | Lê Văn Tánh (2008)             | Dopagan Đồng Tháp (DPG)               |
| 44     | Nguyễn Thượng Ngươn (2006)     | Dopagan Đồng Tháp (DPG)               |
| 45     | Nguyễn Việt Thắng (2009)       | Dopagan Đồng Tháp (DPG)               |
| 46     | Lâm Gia Hào (2006)             | Dopagan Đồng Tháp (DPG)               |
| 47     | Lê Văn Khánh (2006)            | Dopagan Đồng Tháp (DPG)               |
| 51     | Nguyễn Phước Thành (2003)      | Gạo Hạt Ngọc Trời An Giang (GNT)      |
| 52     | Nguyễn Hoàng Ngọc Linh (2000)  | Gạo Hạt Ngọc Trời An Giang (GNT)      |
| 53     | Nguyễn Hoàng Giang (1996)      | Gạo Hạt Ngọc Trời An Giang (GNT)      |
| 54     | Phạm Quốc Thiện (2004)         | Gạo Hạt Ngọc Trời An Giang (GNT)      |
| 55     | Trần Quốc Kiệt (2007)          | Gạo Hạt Ngọc Trời An Giang (GNT)      |
| 56     | Trần Đăng Khoa (2006)          | Gạo Hạt Ngọc Trời An Giang (GNT)      |
| 57     | Ivan Blokhin (2004)            | Gạo Hạt Ngọc Trời An Giang (GNT)      |
| 61     | Ngô Văn Phương (1998)          | Hà Nội (HAN)                          |
| 62     | Bùi Duy Tùng (2006)            | Hà Nội (HAN)                          |
| 63     | Phùng Quốc Hà (2007)           | Hà Nội (HAN)                          |
| 64     | Phạm Khánh Duy (2009)          | Hà Nội (HAN)                          |
| 65     | Nguyễn Tiến Dũng (2009)        | Hà Nội (HAN)                          |
| 66     | Trần Công Mẫn (2009)           | Hà Nội (HAN)                          |
| 67     | Vũ Đức Anh (2007)              | Hà Nội (HAN)                          |
| 71     | Trần Thanh Nhanh (1993)        | Thành phố Hồ Chí Minh New Group (HCM) |
| 72     | Nguyễn Trúc Xinh (1997)        | Thành phố Hồ Chí Minh New Group (HCM) |
| 73     | Nguyễn Văn Bình (2002)         | Thành phố Hồ Chí Minh New Group (HCM) |
| 74     | Nguyễn Dương Hồ Vũ (1999)      | Thành phố Hồ Chí Minh New Group (HCM) |
| 75     | Phạm Minh Đạt (2004)           | Thành phố Hồ Chí Minh New Group (HCM) |
| 76     | Nguyễn Hoàng Phúc Thịnh (2008) | Thành phố Hồ Chí Minh New Group (HCM) |
| 77     | Youp Kuiper (1995)             | Thành phố Hồ Chí Minh New Group (HCM) |
| 81     | Nguyễn Phạm Quốc Khang (1996)  | Pelio Kenda Đồng Nai (KEN)            |
| 82     | Hà Thanh Tâm (1996)            | Pelio Kenda Đồng Nai (KEN)            |
| 83     | Nguyễn Thiên Huy (2005)        | Pelio Kenda Đồng Nai (KEN)            |
| 84     | Nguyễn Anh Huy (2005)          | Pelio Kenda Đồng Nai (KEN)            |
| 85     | Trần Bảo Huy (2005)            | Pelio Kenda Đồng Nai (KEN)            |
| 86     | Nguyễn Văn Nhã (2004)          | Pelio Kenda Đồng Nai (KEN)            |
| 87     | Óscar Sánchez Caballero (1988) | Pelio Kenda Đồng Nai (KEN)            |
| 91     | Hà Kiều Tấn Đại (2000)         | Nhựa Bình Minh Bình Dương (NBM)       |
| 92     | Nguyễn Quốc Vương (2008)       | Nhựa Bình Minh Bình Dương (NBM)       |
| 93     | Trần Thanh Quang (2003)        | Nhựa Bình Minh Bình Dương (NBM)       |
| 94     | Huỳnh Đức Huy (2003)           | Nhựa Bình Minh Bình Dương (NBM)       |
| 95     | Lý Văn Chí Cường (2001)        | Nhựa Bình Minh Bình Dương (NBM)       |
| 96     | Trần Văn Hoài Bắc (2004)       | Nhựa Bình Minh Bình Dương (NBM)       |
| 97     | Savva Novikov (1999)           | Nhựa Bình Minh Bình Dương (NBM)       |
| 101    | Phan Thanh Tấn Tài (2000)      | 620 Nông Nghiệp-Vĩnh Long (NVL)       |
| 102    | Trần Văn Nhã (2004)            | 620 Nông Nghiệp-Vĩnh Long (NVL)       |
| 103    | Lê Bùi Công Kha (2006)         | 620 Nông Nghiệp-Vĩnh Long (NVL)       |
| 104    | Lê Thanh Hiếu (2005)           | 620 Nông Nghiệp-Vĩnh Long (NVL)       |
| 105    | Sơn Na Huynh (2006)            | 620 Nông Nghiệp-Vĩnh Long (NVL)       |
| 106    | Ca Thành Dũng (2006)           | 620 Nông Nghiệp-Vĩnh Long (NVL)       |
| 107    | Nick Kergozou (1996)           | 620 Nông Nghiệp-Vĩnh Long (NVL)       |
| 111    | Ngô Hoàng Nhu (1997)           | Quân Đội (QDO)                        |
| 112    | Nguyễn Hữu Thành (2000)        | Quân Đội (QDO)                        |
| 113    | Trần Vương Lộc (2003)          | Quân Đội (QDO)                        |
| 114    | Phạm Tấn Tài (2004)            | Quân Đội (QDO)                        |
| 115    | Nguyễn Lê Thanh Tùng (2008)    | Quân Đội (QDO)                        |
| 116    | Võ Đình Đạt (2008)             | Quân Đội (QDO)                        |
| 117    | Phạm Quốc Khang (2008)         | Quân Đội (QDO)                        |
| 121    | Phạm Lê Xuân Lộc (2005)        | Quân khu 7 (QK7)                      |
| 122    | Võ Minh Gia Bảo (2003)         | Quân khu 7 (QK7)                      |
| 123    | Quàng Văn Cường (1997)         | Quân khu 7 (QK7)                      |
| 124    | Tạ Tuấn Vũ (2007)              | Quân khu 7 (QK7)                      |
| 125    | Phạm Anh Hào (2008)            | Quân khu 7 (QK7)                      |
| 126    | Huỳnh Nguyễn Đăng Khoa (2004)  | Quân khu 7 (QK7)                      |
| 127    | Nguyễn Huỳnh Lân (2003)        | Quân khu 7 (QK7)                      |
| 131    | Phạm Quang Hà (2008)           | Thanh Hóa (THH)                       |
| 132    | Ngô Minh Quân (2004)           | Thanh Hóa (THH)                       |
| 133    | Nguyễn Tiến Dũng (2008)        | Thanh Hóa (THH)                       |
| 134    | Nguyễn Đan Bình (2007)         | Thanh Hóa (THH)                       |
| 135    | Nguyễn Trần Công Tính (2004)   | Thanh Hóa (THH)                       |
| 136    | Đoàn Anh Tuấn (2009)           | Thanh Hóa (THH)                       |
| 137    | Nguyễn Minh Triết (2007)       | Thanh Hóa (THH)                       |
| 141    | Trần Thanh Điền (1996)         | Vinama Thành phố Hồ Chí Minh (VIN)    |
| 142    | Nguyễn Minh Việt (1997)        | Vinama Thành phố Hồ Chí Minh (VIN)    |
| 143    | Nguyễn Tuấn Vũ (1999)          | Vinama Thành phố Hồ Chí Minh (VIN)    |
| 144    | Nguyễn Thắng (1994)            | Vinama Thành phố Hồ Chí Minh (VIN)    |
| 145    | Trần Lê Minh Tuấn (1994)       | Vinama Thành phố Hồ Chí Minh (VIN)    |
| 146    | Nguyễn Văn Lãm (2004)          | Vinama Thành phố Hồ Chí Minh (VIN)    |
| 147    | Johnny Hoogerland (1983)       | Vinama Thành phố Hồ Chí Minh (VIN)    |

## Lộ trình và kết quả từng chặng
| Chặng | Ngày       | Đoạn đường                                                    | Cự ly                            | Kết quả từng chặng               | Kết quả từng chặng               | Kết quả từng chặng                 |
| Chặng | Ngày       | Đoạn đường                                                    | Cự ly                            | Nhất                             | Nhì                              | Ba                                 |
| ----- | ---------- | ------------------------------------------------------------- | -------------------------------- | -------------------------------- | -------------------------------- | ---------------------------------- |
| 1     | 3 tháng 4  | Vòng đua thành phố Tuyên Quang                                | 46 km                            | Loïc Desriac (DDT)               | Nick Kergozou (NVL)              | Nguyễn Văn Bình (HCM)              |
| 2     | 4 tháng 4  | Tân Trào (Tuyên Quang) đi Hà Nội                              | 120 km                           | Hủy do trùng quốc tang           | Hủy do trùng quốc tang           | Hủy do trùng quốc tang             |
| —     | 5 tháng 4  | Không thi đấu do trùng quốc tang                              | Không thi đấu do trùng quốc tang | Không thi đấu do trùng quốc tang | Không thi đấu do trùng quốc tang | Không thi đấu do trùng quốc tang   |
| 3     | 6 tháng 4  | Vòng đua hồ Hoàn Kiếm (Hà Nội) (25 vòng x 1,7 km)             | 42,5 km                          | Nick Kergozou (NVL)              | Loïc Desriac (DDT)               | Nguyễn Văn Bình (HCM)              |
| 4     | 7 tháng 4  | Hà Nội đi Thanh Hóa                                           | 115 km                           | Nguyễn Anh Huy (KEN)             | Lý Văn Chí Cường (NBM)           | Ngô Minh Quân (THH)                |
| 5     | 8 tháng 4  | Thanh Hóa đi Vinh (Nghệ An)                                   | 139 km                           | Nick Kergozou (NVL)              | Nguyễn Văn Bình (HCM)            | Nguyễn Tấn Hoài (TLT)              |
| 6     | 9 tháng 4  | Đua đồng đội tính giờ tại Cửa Lò (Nghệ An)                    | 24 km                            | Dược Domesco Đồng Tháp (DDT)     | Tập đoàn Lộc Trời An Giang (TLT) | Vinama Thành phố Hồ Chí Minh (VIN) |
| 7     | 10 tháng 4 | Vinh đi Đồng Hới (Quảng Bình, đèo Ngang)                      | 197,5 km                         | Nick Kergozou (NVL)              | Nguyễn Văn Bình (HCM)            | Nguyễn Tấn Hoài (TLT)              |
| 8     | 11 tháng 4 | Đồng Hới đi Huế                                               | 171,5 km                         | Nick Kergozou (NVL)              | Savva Novikov (NBM)              | Nguyễn Văn Bình (HCM)              |
| 9     | 12 tháng 4 | Vòng đua Trường Tiền - Phú Xuân (Huế) (20 vòng x 2,1 km)      | 42 km                            | Nick Kergozou (NVL)              | Đặng Văn Pháp (CVL)              | Nguyễn Tấn Hoài (TLT)              |
| 10    | 13 tháng 4 | Huế đi Đà Nẵng (đèo Phước Tượng, Phú Gia, Hải Vân)            | 117,5 km                         | Ethan Batt (DNA)                 | Samuel Jenner (CVL)              | Savva Novikov (NBM)                |
| 11    | 14 tháng 4 | Đà Nẵng đi Tam Kỳ (Quảng Nam)                                 | 86 km                            | Nick Kergozou (NVL)              | Nguyễn Văn Bình (HCM)            | Nguyễn Tấn Hoài (TLT)              |
| 12    | 15 tháng 4 | Quảng Ngãi đi Quy Nhơn (Bình Định)                            | 179 km                           | Nick Kergozou (NVL)              | Nguyễn Văn Bình (HCM)            | Trần Trọng Phúc (DNA)              |
| —     | 16 tháng 4 | Nghỉ tại Quy Nhơn                                             | Nghỉ tại Quy Nhơn                | Nghỉ tại Quy Nhơn                | Nghỉ tại Quy Nhơn                | Nghỉ tại Quy Nhơn                  |
| 13    | 17 tháng 4 | Quy Nhơn đi Pleiku (Gia Lai, đèo An Khê, Mang Yang)           | 166 km                           | Ethan Batt (DNA)                 | Johnny Hoogerland (VIN)          | Mikhail Fokin (TLT)                |
| 14    | 18 tháng 4 | Pleiku đi Buôn Ma Thuột (Đắk Lắk)                             | 179 km                           | Loïc Desriac (DDT)               | Savva Novikov (NBM)              | Johnny Hoogerland (VIN)            |
| 15    | 19 tháng 4 | Vòng đua thành phố Buôn Ma Thuột (Đắk Lắk) (15 vòng x 3,1 km) | 46,5 km                          | Nguyễn Văn Bình (HCM)            | Nick Kergozou (NVL)              | Nguyễn Tấn Hoài (TLT)              |
| 16    | 20 tháng 4 | Buôn Ma Thuột đi Nha Trang (Khánh Hòa)                        | 190 km                           | Nguyễn Tấn Hoài (TLT)            | Nick Kergozou (NVL)              | Savva Novikov (NBM)                |
| 17    | 21 tháng 4 | Nha Trang đi Đà Lạt (Lâm Đồng, đèo Khánh Lê, Giang Ly)        | 141 km                           | Mikhail Fokin (TLT)              | Savva Novikov (NBM)              | Ethan Batt (DNA)                   |
| 18    | 22 tháng 4 | Vòng đua hồ Xuân Hương (Đà Lạt) (10 vòng x 5,1 km)            | 51 km                            | Savva Novikov (NBM)              | Ethan Batt (DNA)                 | Nguyễn Văn Dương (TLT)             |
| —     | 23 tháng 4 | Nghỉ tại Phan Thiết                                           | Nghỉ tại Phan Thiết              | Nghỉ tại Phan Thiết              | Nghỉ tại Phan Thiết              | Nghỉ tại Phan Thiết                |
| 19    | 24 tháng 4 | Phan Thiết (Bình Thuận) đi Vũng Tàu (Bà Rịa - Vũng Tàu)       | 169 km                           | Ivan Blokhin (GNT)               | Nguyễn Nhựt Phát (CVL)           | Nguyễn Anh Huy (KEN)               |
| 20    | 25 tháng 4 | Vũng Tàu đi Biên Hòa (Đồng Nai)                               | 134,5 km                         | Samuel Jenner (CVL)              | Savva Novikov (NBM)              | Loïc Desriac (DDT)                 |
| 21    | 26 tháng 4 | Biên Hòa đi Mỹ Tho (Tiền Giang)                               | 133 km                           | Nick Kergozou (NVL)              | Nguyễn Văn Bình (HCM)            | Trần Tuấn Kiệt (DPG)               |
| 22    | 27 tháng 4 | Mỹ Tho đi Cần Thơ                                             | 117 km                           | Nick Kergozou (NVL)              | Nguyễn Văn Bình (HCM)            | Savva Novikov (NBM)                |
| 23    | 28 tháng 4 | Cần Thơ đi Bến Tre                                            | 134,5 km                         | Nick Kergozou (NVL)              | Nguyễn Văn Bình (HCM)            | Trần Tuấn Kiệt (DPG)               |
| 24    | 29 tháng 4 | Bến Tre đi Tây Ninh                                           | 172 km                           | Nguyễn Nhựt Phát (CVL)           | Huỳnh Nguyễn Đăng Khoa (QK7)     | Nguyễn Phạm Quốc Khang (KEN)       |
| 25    | 30 tháng 4 | Tây Ninh đi Thành phố Hồ Chí Minh                             | 139 km                           | Nick Kergozou (NVL)              | Savva Novikov (NBM)              | Nguyễn Văn Bình (HCM)              |

### Kết quả màu áo qua các chặng
| Chặng   | Tham khảo              | - Áo vàng (VĐV xuất sắc) | - Áo xanh (Vua nước rút) | - Áo chấm đỏ (Vua leo núi) | - Áo trắng (VĐV trẻ xuất sắc) | - Áo cam (VĐV Việt Nam ấn tượng) | - Thành tích đồng đội  |
| ------- | ---------------------- | ------------------------ | ------------------------ | -------------------------- | ----------------------------- | -------------------------------- | ---------------------- |
| 1       | [ 31 ]                 | Loïc Desriac (DDT)       | Loïc Desriac (DDT)       | —                          | Đặng Văn Pháp (CVL)           | Nguyễn Văn Bình (HCM)            | DDT                    |
| 2       | Hủy do trùng quốc tang | Hủy do trùng quốc tang   | Hủy do trùng quốc tang   | Hủy do trùng quốc tang     | Hủy do trùng quốc tang        | Hủy do trùng quốc tang           | Hủy do trùng quốc tang |
| 3       | [ 32 ]                 | Loïc Desriac (DDT)       | Nick Kergozou (NVL)      | —                          | Đặng Văn Pháp (CVL)           | Nguyễn Văn Bình (HCM)            | DDT                    |
| 4       | [ 33 ]                 | Loïc Desriac (DDT)       | Nick Kergozou (NVL)      | —                          | Nguyễn Anh Huy (KEN)          | Nguyễn Anh Huy (KEN)             | DDT                    |
| 5       | [ 34 ]                 | Loïc Desriac (DDT)       | Nick Kergozou (NVL)      | —                          | Nguyễn Anh Huy (KEN)          | Nguyễn Anh Huy (KEN)             | DDT                    |
| 6       | [ 35 ]                 | Loïc Desriac (DDT)       | Nick Kergozou (NVL)      | —                          | Đặng Văn Pháp (CVL)           | Nguyễn Tấn Hoài (TLT)            | DDT                    |
| 7       | [ 36 ]                 | Loïc Desriac (DDT)       | Nick Kergozou (NVL)      | Bùi Duy Tùng (HAN)         | Đặng Văn Pháp (CVL)           | Nguyễn Tấn Hoài (TLT)            | DDT                    |
| 8       | [ 37 ]                 | Loïc Desriac (DDT)       | Nick Kergozou (NVL)      | Bùi Duy Tùng (HAN)         | Đặng Văn Pháp (CVL)           | Nguyễn Tấn Hoài (TLT)            | DDT                    |
| 9       | [ 38 ]                 | Loïc Desriac (DDT)       | Nick Kergozou (NVL)      | Bùi Duy Tùng (HAN)         | Đặng Văn Pháp (CVL)           | Nguyễn Tấn Hoài (TLT)            | DDT                    |
| 10      | [ 39 ]                 | Mikhail Fokin (TLT)      | Nick Kergozou (NVL)      | Mikhail Fokin (TLT)        | Phạm Lê Xuân Lộc (QK7)        | Lê Ngọc Sơn (TLT)                | TLT                    |
| 11      | [ 40 ]                 | Mikhail Fokin (TLT)      | Nick Kergozou (NVL)      | Mikhail Fokin (TLT)        | Phạm Lê Xuân Lộc (QK7)        | Lê Ngọc Sơn (TLT)                | TLT                    |
| 12      | [ 41 ]                 | Mikhail Fokin (TLT)      | Nick Kergozou (NVL)      | Mikhail Fokin (TLT)        | Phạm Lê Xuân Lộc (QK7)        | Lê Ngọc Sơn (TLT)                | TLT                    |
| 13      | [ 42 ]                 | Mikhail Fokin (TLT)      | Nick Kergozou (NVL)      | Mikhail Fokin (TLT)        | Phạm Lê Xuân Lộc (QK7)        | Nguyễn Hoàng Sang (DNA)          | DNA                    |
| 14      | [ 43 ]                 | Mikhail Fokin (TLT)      | Nick Kergozou (NVL)      | Mikhail Fokin (TLT)        | Phạm Lê Xuân Lộc (QK7)        | Nguyễn Hoàng Sang (DNA)          | DNA                    |
| 15      | [ 44 ]                 | Mikhail Fokin (TLT)      | Nick Kergozou (NVL)      | Mikhail Fokin (TLT)        | Phạm Lê Xuân Lộc (QK7)        | Nguyễn Hoàng Sang (DNA)          | DNA                    |
| 16      | [ 45 ]                 | Mikhail Fokin (TLT)      | Nick Kergozou (NVL)      | Mikhail Fokin (TLT)        | Phạm Lê Xuân Lộc (QK7)        | Nguyễn Hoàng Sang (DNA)          | DNA                    |
| 17      | [ 46 ]                 | Mikhail Fokin (TLT)      | Nick Kergozou (NVL)      | Savva Novikov (NBM)        | Phạm Lê Xuân Lộc (QK7)        | Nguyễn Hoàng Sang (DNA)          | TLT                    |
| 18      | [ 47 ]                 | Mikhail Fokin (TLT)      | Nick Kergozou (NVL)      | Savva Novikov (NBM)        | Phạm Lê Xuân Lộc (QK7)        | Nguyễn Hoàng Sang (DNA)          | TLT                    |
| 19      | [ 48 ]                 | Mikhail Fokin (TLT)      | Nick Kergozou (NVL)      | Savva Novikov (NBM)        | Phạm Lê Xuân Lộc (QK7)        | Nguyễn Hoàng Sang (DNA)          | TLT                    |
| 20      | [ 49 ]                 | Mikhail Fokin (TLT)      | Nick Kergozou (NVL)      | Savva Novikov (NBM)        | Phạm Lê Xuân Lộc (QK7)        | Nguyễn Hoàng Sang (DNA)          | TLT                    |
| 21      | [ 50 ]                 | Mikhail Fokin (TLT)      | Nick Kergozou (NVL)      | Savva Novikov (NBM)        | Phạm Lê Xuân Lộc (QK7)        | Nguyễn Hoàng Sang (DNA)          | TLT                    |
| 22      | [ 51 ]                 | Mikhail Fokin (TLT)      | Nick Kergozou (NVL)      | Savva Novikov (NBM)        | Phạm Lê Xuân Lộc (QK7)        | Nguyễn Hoàng Sang (DNA)          | TLT                    |
| 23      | [ 52 ]                 | Mikhail Fokin (TLT)      | Nick Kergozou (NVL)      | Savva Novikov (NBM)        | Phạm Lê Xuân Lộc (QK7)        | Nguyễn Hoàng Sang (DNA)          | TLT                    |
| 24      | [ 53 ]                 | Mikhail Fokin (TLT)      | Nick Kergozou (NVL)      | Savva Novikov (NBM)        | Phạm Lê Xuân Lộc (QK7)        | Nguyễn Hoàng Sang (DNA)          | TLT                    |
| 25      | [ 54 ]                 | Mikhail Fokin (TLT)      | Nick Kergozou (NVL)      | Savva Novikov (NBM)        | Phạm Lê Xuân Lộc (QK7)        | Nguyễn Hoàng Sang (DNA)          | TLT                    |
| Kết quả | Kết quả                | Mikhail Fokin (TLT)      | Nick Kergozou (NVL)      | Savva Novikov (NBM)        | Phạm Lê Xuân Lộc (QK7)        | Nguyễn Hoàng Sang (DNA)          | TLT                    |

## Xếp hạng chung cuộc
|                            | Nhất                       | Nhì                    | Ba                       | Tham khảo     |
| -------------------------- | -------------------------- | ---------------------- | ------------------------ | ------------- |
| Áo vàng                    | Mikhail Fokin (TLT)        | Savva Novikov (NBM)    | Samuel Jenner (CVL)      | [ 30 ] [ 54 ] |
| Áo chấm đỏ                 | Savva Novikov (NBM)        | Mikhail Fokin (TLT)    | Samuel Jenner (CVL)      | [ 30 ] [ 54 ] |
| Áo xanh                    | Nick Kergozou (NVL)        | Savva Novikov (NBM)    | Nguyễn Tấn Hoài (TLT)    | [ 30 ] [ 54 ] |
| Áo trắng                   | Phạm Lê Xuân Lộc (QK7)     | Trần Trọng Phúc (DNA)  | Bùi Duy Tùng (HAN)       | [ 30 ] [ 54 ] |
| Giải đồng đội              | Tập đoàn Lộc Trời An Giang | Vinama TP.HCM          | Le Fruit Maxxis Đồng Nai | [ 30 ] [ 54 ] |
| Giải phong cách            | Quân khu 7                 | Quân khu 7             | Quân khu 7               | [ 30 ] [ 54 ] |
| Giải VĐV Việt Nam ấn tượng | Nguyễn Hoàng Sang (DNA)    | Phạm Lê Xuân Lộc (QK7) | Trần Lê Minh Tuấn (VIN)  | [ 30 ] [ 54 ] |

## Truyền hình
Các chặng đua được truyền hình trực tiếp từ 8 giờ trên HTV9, HTV7, HTV Thể Thao, ứng dụng HTVm, các nền tảng mạng xã hội của HTV và Tôn Đông Á, đồng thời được tiếp sóng trên các đài truyền hình địa phương nơi đoàn đua đi qua.

## Nhà tài trợ
- Tôn Đông Á (tài trợ độc quyền)